# Arquidiócesis de Białystok
La arquidiócesis de Białystok (en latín: Archidioecesis Bialostocensis y en polaco: Archidiecezja białostocka) es una circunscripción eclesiástica de la Iglesia católica en Polonia. Se trata de una arquidiócesis latina, sede metropolitana de la provincia eclesiástica de Białystok. Desde el 16 de julio de 2021 su arzobispo es Józef Guzdek.

## Territorio y organización

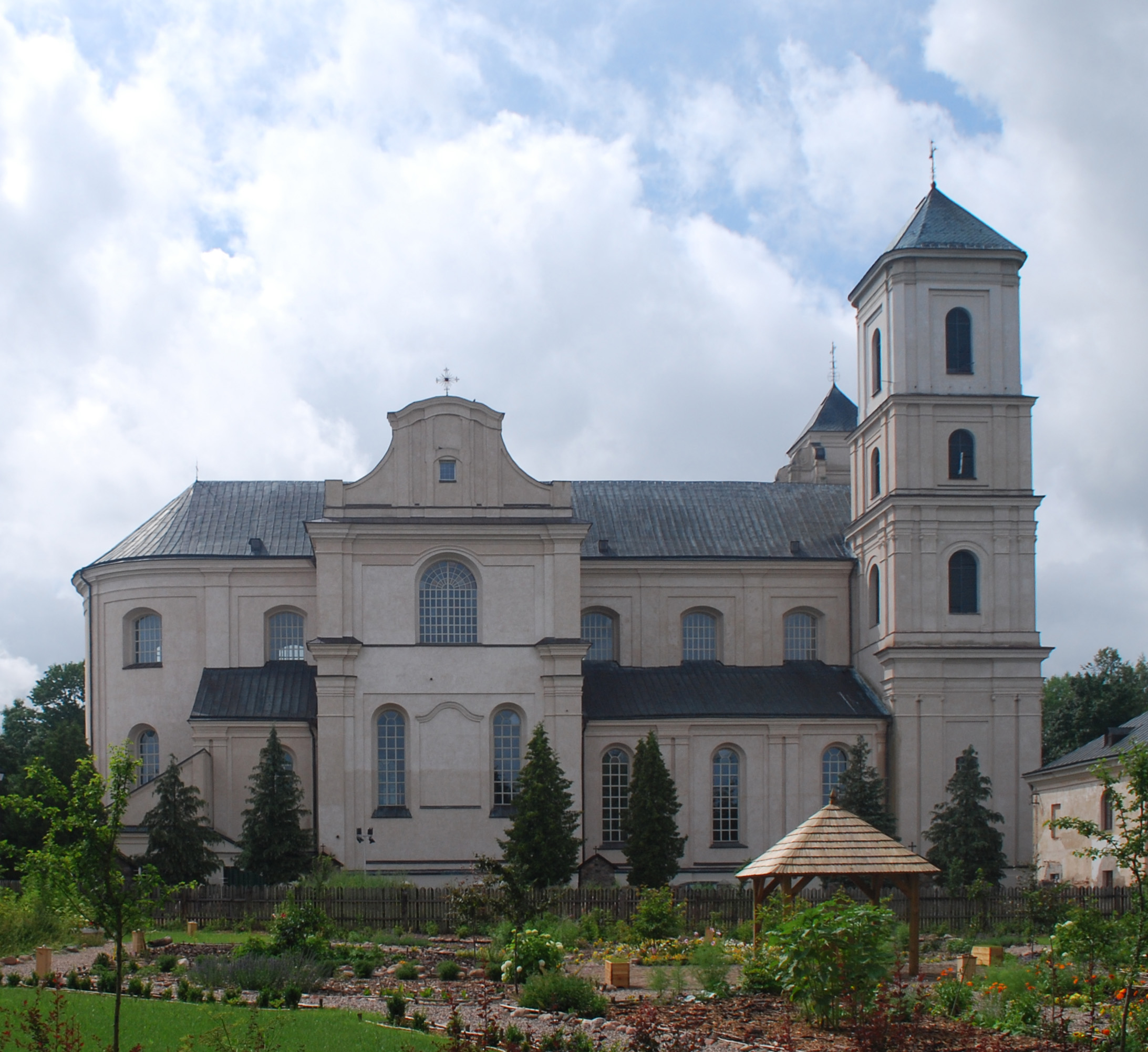
Santuario mariano de Różanystok

La arquidiócesis tiene 5500 km² y extiende su jurisdicción sobre los fieles católicos de rito latino residentes en la parte centro-oriental del voivodato de Podlaquia. Al suroeste se encuentra la diócesis de Drohiczyn, al oeste la diócesis de Łomża, al noroeste la diócesis de Ełk, al noreste la diócesis de Grodno y al suroeste la diócesis de Pinsk; estas dos últimas en Bielorrusia.

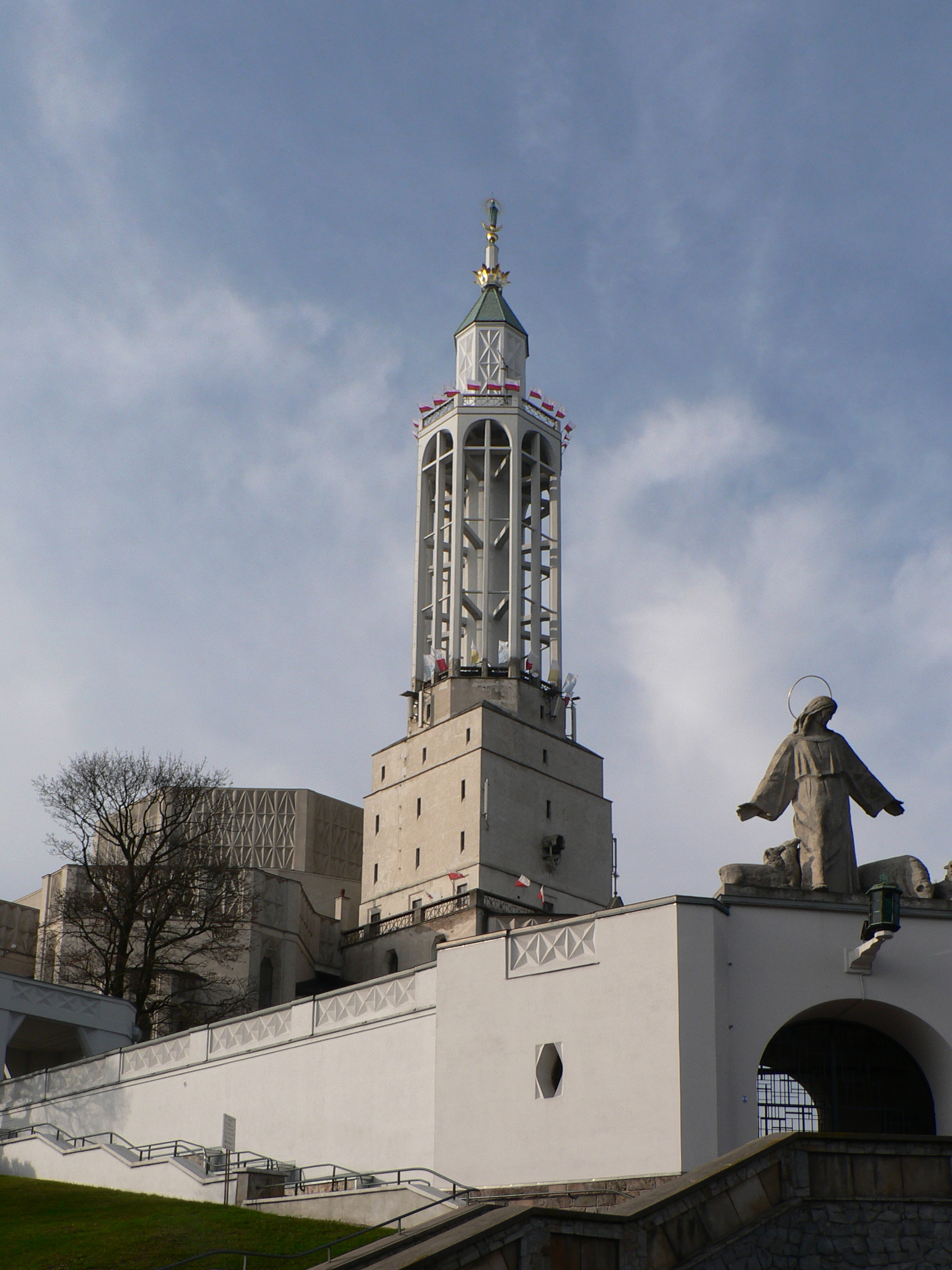
Basílica de San Roque, en Białystok

La sede de la arquidiócesis se encuentra en la ciudad de Białystok, en donde se halla la Catedral basílica de la Asunción de la Virgen María. En el territorio de la arquidiócesis existen 2 basílicas menores: la basílica de San Roque, Białystok y la basílica-santuario de la Presentación de la Virgen María, Różanystok.
La arquidiócesis tiene como sufragáneas a las diócesis de Drohiczyn y Łomża.
En 2022 en la arquidiócesis existían 116 parroquias agrupadas en 13 decanatos: Białystok Śródmieście, Białystok Białostoczek, Białystok Nowe Miasto, Białystok Dojlidy, Białystok Bacieczki, Dąbrowa Białostocka, Knyszyn, Korycin, Krynki, Sokółka, Mońki, Wasilków y Białystok Starosielce.

## Historia
Al final de la Segunda Guerra Mundial la arquidiócesis de Vilna se vio dividida por la nueva frontera estatal entre Polonia y la República Socialista Soviética de Lituania. El arzobispo Romuald Jałbrzykowski trasladó la sede de la arquidiócesis, el capítulo de la catedral y el seminario archiepiscopal a Białystok y desde allí continuó gobernando su propia arquidiócesis, aunque con poderes limitados en Lituania.
A su muerte en 1955 la arquidiócesis fue gobernada por vicarios capitulares y administradores apostólicos, que residían en Białystok. Ya en este período la sede se llamaba "arquidiócesis de Białystok", porque estaba prohibido usar el nombre de Vilna.
Recibió la visita apostólica del papa Juan Pablo II, quien erigió la diócesis de Białystok el 5 de junio de 1991 al término de la misa de beatificación de Bolesława Lament, con los territorios polacos de la arquidiócesis de Vilna.
El 25 de marzo de 1992, como parte de la reorganización de las diócesis polacas deseada por el papa Juan Pablo II, mediante la bula Totus Tuus Poloniae populus, fue elevada al rango de arquidiócesis metropolitana.

## Estadísticas
Según el Anuario Pontificio 2023 la arquidiócesis tenía a fines de 2022 un total de 352 330 fieles bautizados.
| Año                                                                             | Población            | Población | Población      | Sacerdotes | Sacerdotes    | Sacerdotes    | Bautizados por sacerdote | Diáconos permanentes | Religiosos | Religiosos | Parroquias |
| Año                                                                             | Bautizados católicos | Total     | % de católicos | Total      | Clero secular | Clero regular | Bautizados por sacerdote | Diáconos permanentes | Varones    | Mujeres    | Parroquias |
| ------------------------------------------------------------------------------- | -------------------- | --------- | -------------- | ---------- | ------------- | ------------- | ------------------------ | -------------------- | ---------- | ---------- | ---------- |
| 1999                                                                            | 377 911              | 456 925   | 82.7           | 330        | 321           | 9             | 1145                     |                      | 10         | 191        | 93         |
| 2000                                                                            | 373 538              | 453 744   | 82.3           | 333        | 324           | 9             | 1121                     |                      | 10         | 217        | 93         |
| 2001                                                                            | 357 849              | 434 826   | 82.3           | 341        | 327           | 14            | 1049                     |                      | 16         | 195        | 92         |
| 2002                                                                            | 367 173              | 445 247   | 82.5           | 343        | 328           | 15            | 1070                     |                      | 18         | 191        | 100        |
| 2003                                                                            | 371 001              | 441 818   | 84.0           | 358        | 341           | 17            | 1036                     |                      | 20         | 201        | 105        |
| 2004                                                                            | 370 450              | 434 826   | 85.2           | 418        | 401           | 17            | 886                      |                      | 20         | 201        | 107        |
| 2006                                                                            | 453 546              | 512 487   | 88.5           | 394        | 374           | 20            | 1151                     |                      | 23         | 198        | 112        |
| 2012                                                                            | 357 703              | 432 298   | 82.7           | 374        | 353           | 21            | 956                      |                      | 26         | 178        | 114        |
| 2015                                                                            | 348 437              | 429 641   | 81.1           | 413        | 392           | 21            | 843                      |                      | 27         | 168        | 115        |
| 2018                                                                            | 342 632              | 421 094   | 81.4           | 403        | 380           | 23            | 850                      |                      | 29         | 164        | 115        |
| 2020                                                                            | 352 760              | 438 200   | 80.5           | 411        | 384           | 27            | 858                      |                      | 31         | 170        | 116        |
| 2022                                                                            | 352 330              | 437 790   | 80.5           | 390        | 360           | 30            | 903                      |                      | 34         | 156        | 116        |
| Fuente: Catholic-Hierarchy, que a su vez toma los datos del Anuario Pontificio. |                      |           |                |            |               |               |                          |                      |            |            |            |

## Episcopologio
- Edward Kisiel † (5 de junio de 1991-15 de mayo de 1993 retirado)[nota 2]
- Stanisław Szymecki † (15 de mayo de 1993-16 de noviembre de 2000 retirado)
- Wojciech Ziemba † (16 de noviembre de 2000-30 de mayo de 2006 nombrado arzobispo de Varmia)
- Edward Ozorowski † (21 de octubre de 2006-12 de abril de 2017 retirado)
- Tadeusz Wojda, S.A.C. (12 de abril de 2017-2 de marzo de 2021 nombrado arzobispo de Gdansk)
- Józef Guzdek, desde el 16 de julio de 2021